# گالری شهر براتیسلاوا
گالری شهر براتیسلاوا 

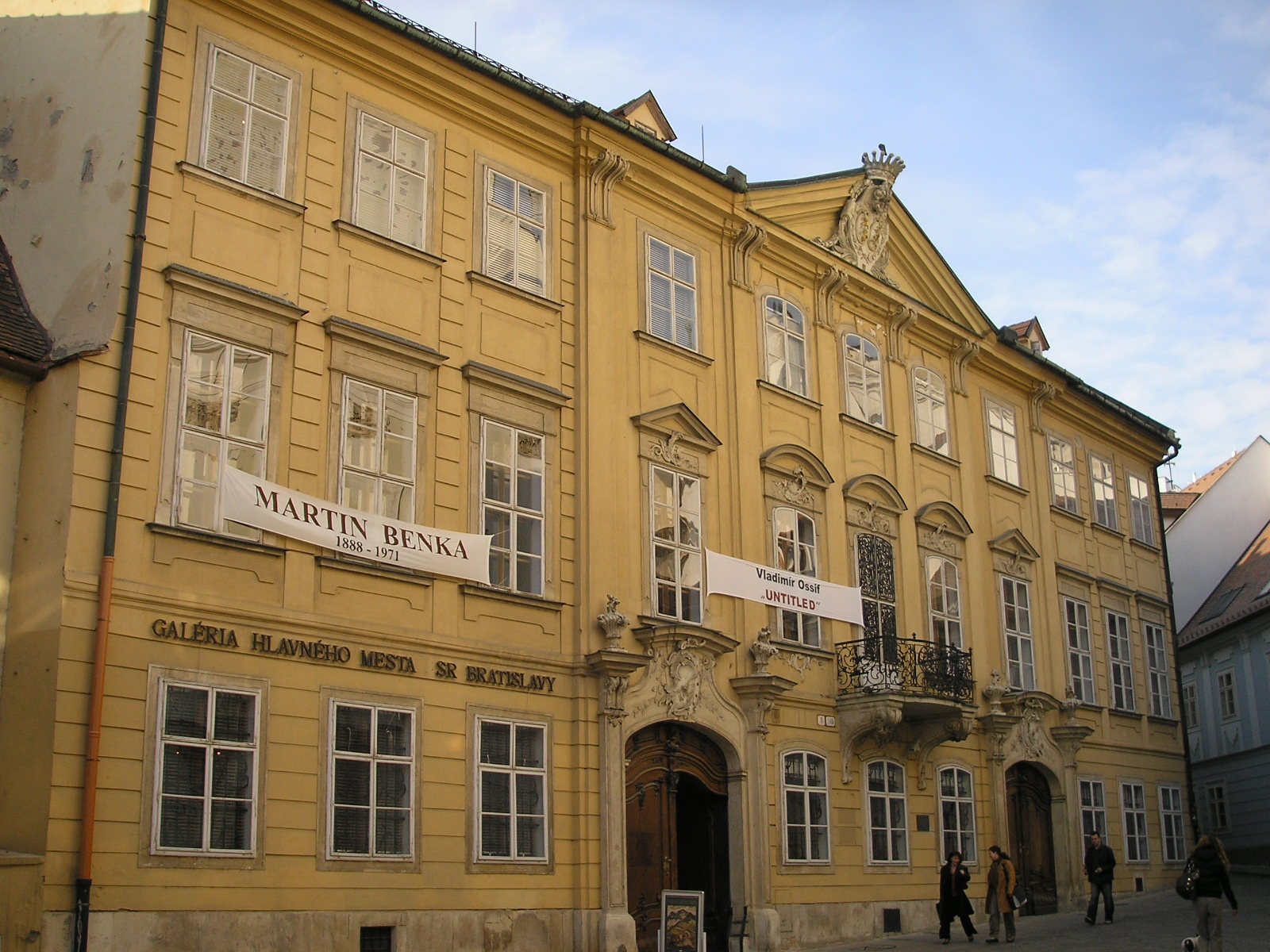
کاخ میرباخ، مقر گالری شهر براتیسلاوا

(به اسلواکی: Galéria mesta Bratislava)، مخفف GMB، یک گالری واقع در براتیسلاوا، اسلواکی، در شهر قدیمی است. این دومین گالری بزرگ اسلواکی در نوع خود است. این گالری در کاخ میرباخ (کاخ میرباچوف) و کاخ پالفی (کاخ پالفیو) قرار دارد.
این گالری در سال ۱۹۶۱ تأسیس شد. اولین تلاش‌ها برای جمع‌آوری آثار هنری در قرن نوزدهم، زمانی که موزه شهر براتیسلاوا تأسیس شد، آغاز گردید. در حال حاضر شامل حدود ۳۵۰۰۰ اثر هنری است.